# Heterocladium pilicuspis
Heterocladium pilicuspis là một loài rêu trong họ Thuidiaceae. Loài này được Broth. ex Iisiba mô tả khoa học đầu tiên năm 1929.